# 3720 Хоккайдо
3720 Хокка́йдо (3720 Hokkaido) — астероїд головного поясу, відкритий 28 жовтня 1987 року.
Тіссеранів параметр щодо Юпітера — 3,559.